# Gregorio Rosa Chávez
Gregorio Rosa Chávez (Sociedad, 3 de septiembre de 1942) es un eclesiástico católico salvadoreño, siendo el primer cardenal de su país. Fue obispo auxiliar de San Salvador, entre 1982 y 2022.

## Biografía
Gregorio nació el 3 de septiembre de 1942, en el distrito salvadoreño de Sociedad. Fue el segundo de nueve hermanos; su hermano Herman fue ministro de Medio Ambiente, entre 2009-2014.
Realizó su formación primario en su pueblo natal y luego en Jocoro. Realizó sus estudios secundarios en el Seminario Menor de San José de la Montaña de San Salvador, entre 1957 y 1961.Continuó su preparación de Filosofía y Teología en el Seminario Central San José de la Montaña, de San Salvador de 1962 a 1964 y de 1966 a 1969. 
Cursó sus estudios eclesiásticos en el Seminario Central San José de la Montaña de San Salvador, de 1962 a 1964 y de 1966 a 1969. 
Entre 1973 y 1976, realizó estudios de comunicación social, en la Universidad Católica de Lovaina, donde obtuvo la licenciatura en comunicación social.
Es políglota, ya que sabe: italiano, francés, inglés y portugués.

### Sacerdocio
En 1965, sirvió en el Seminario Menor de la Diócesis de San Miguel.
Su ordenación sacerdotal fue el 24 de enero de 1970, en la catedral de San Miguel, a manos del obispo diocesano José Eduardo Álvarez Ramírez CM., obispo de San Miguel
Como sacerdote desempeñó los siguientes ministerios:
- Secretario episcopal de San Miguel y párroco de la Iglesia del Rosario en San Miguel (1970-1973).
- Director de los medios de comunicación social de San Miguel: Radio Paz y Semanario Chaparrastique (1971-1973).
- Asistente espiritual de varias asociaciones y movimientos de apostolado laico (1970-1973).
- Rector y profesor de teología del Seminario Central San José de la Montaña de San Salvador (1977-1982).[3]

- Miembro de la Junta Directiva de la Organización de Seminarios Latinoamericanos (1979–1982).

## Episcopado

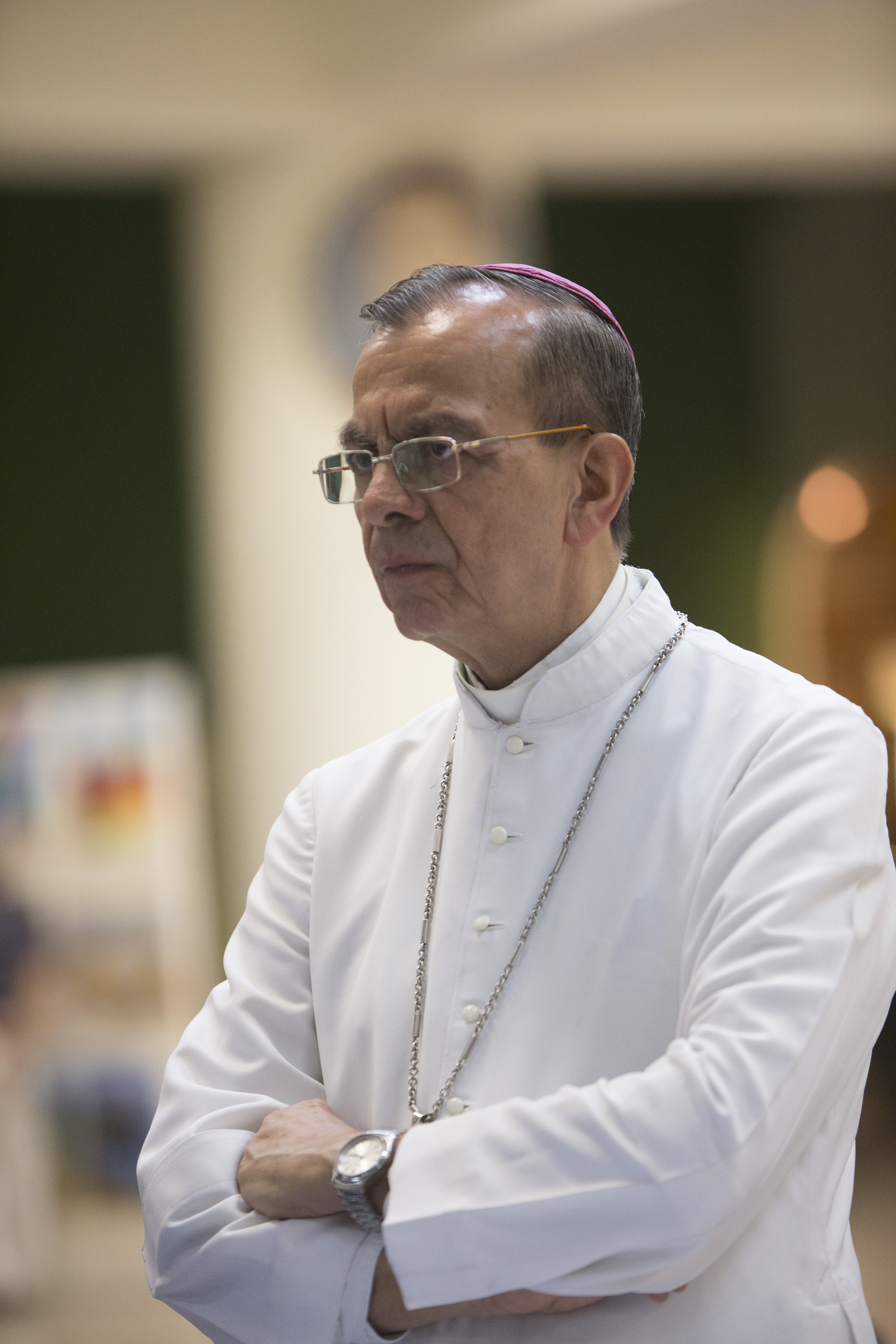
El obispo auxiliar Rosa Chávez en 2015.

### Obispo Auxiliar de San Salvador
El 17 de febrero de 1982, el papa Juan Pablo II lo nombró obispo titular de Mulli y obispo auxiliar de San Salvador. Fue consagrado el 3 de julio del mismo año, en la Iglesia de María Auxiliadora en San Salvador; a manos del arzobispo Lajos Kada.
- Presidente de Cáritas para América Latina y el Caribe y de El Salvador.[4][2]
  - Párroco de la Iglesia San Francisco en San Salvador.

Rosa ha hablado abiertamente en el pasado sobre los abusos del gobierno y una vez nombró a los presuntos asesinos de seis jesuitas, así como a su ama de llaves y su hija asesinada en 1989; después de esto recibió amenazas de muerte y fue acusado de ser comunista. La muerte de Arturo Rivera generó expectativas de que Rosa lo sucedería como arzobispo metropolitano, aunque nunca ascendió al cargo. El conflicto en El Salvador terminó en 1992 pero fue Rosa Chávez quien participó en las negociaciones de 1984 a 1989 entre el Gobierno salvadoreño y el Frente Farabundo Martí para la Liberación Nacional.
En 2017, presentó su renuncia como lo establece el Código de Derecho Canónico. El 3 de septiembre de 2022, bajo secreto pontificio, el papa Francisco aceptó su renuncia como obispo auxiliar; la renuncia se hizo pública el 4 de octubre del mismo año.

### Cardenalato

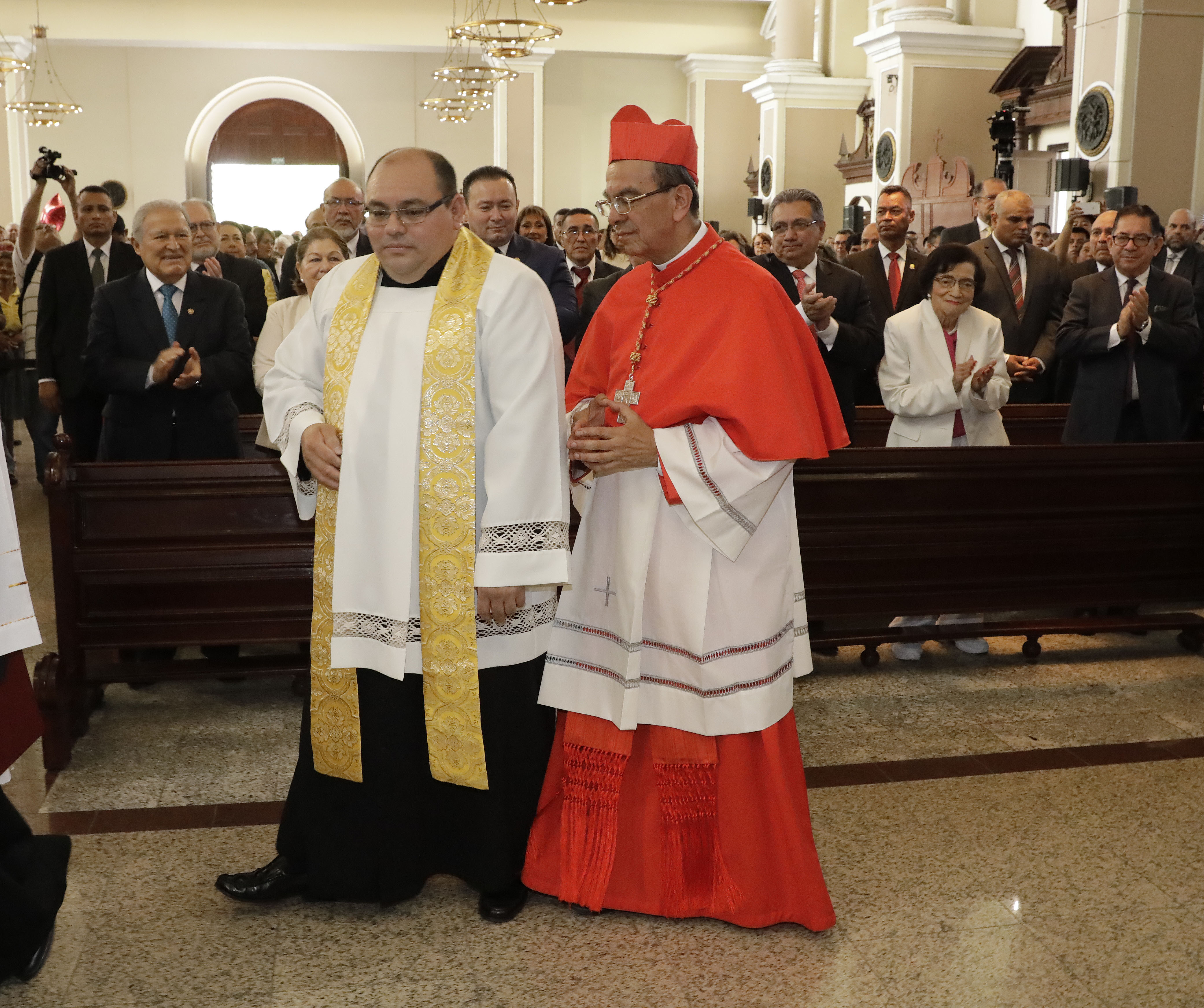
Rosa Chávez usando los ornamentos de un cardenal.

El 21 de mayo de 2017, durante el Ángelus del papa Francisco, se hizo público que sería creado cardenal. Recibió la noticia a las 5:00 a. m. en una llamada telefónica y luego dijo a la prensa: "Pensé que era una broma. Nunca pensé que me podría pasar esto". Poco después de recibir la noticia, Rosa visitó la tumba de Romero. Él atribuyó su nombramiento como cardenal como un reconocimiento y un honor reservado a Romero. Dijo que creía que Romero era cardenal en su sangre y, por lo tanto, sería nombrado como uno en el nombre de Romero.
Fue creado cardenal por el papa Francisco durante el consistorio del 28 de junio del mismo año, con el titulus de cardenal presbítero del Santísimo Sacramento en Tor de' Schiavi; convirtiéndose el primer salvadoreño en ser incorporado al Colegio Cardenalicio. Tomó posesión formal de su Iglesia Titular el 2 de julio, en una misa.
El 8 de julio de 2017, dijo que el papa Francisco le había pedido que fuera a Seúl en Corea del Sur para una reunión sobre cómo lograr la paz con su vecino Corea del Norte.
El 23 de diciembre de 2017 fue nombrado miembro del Dicasterio para el Servicio del Desarrollo Humano Integral.
En 2022, cumplió 80 años, con lo cual perdió su participación en cualquier eventual cónclave.

## Óscar Romero

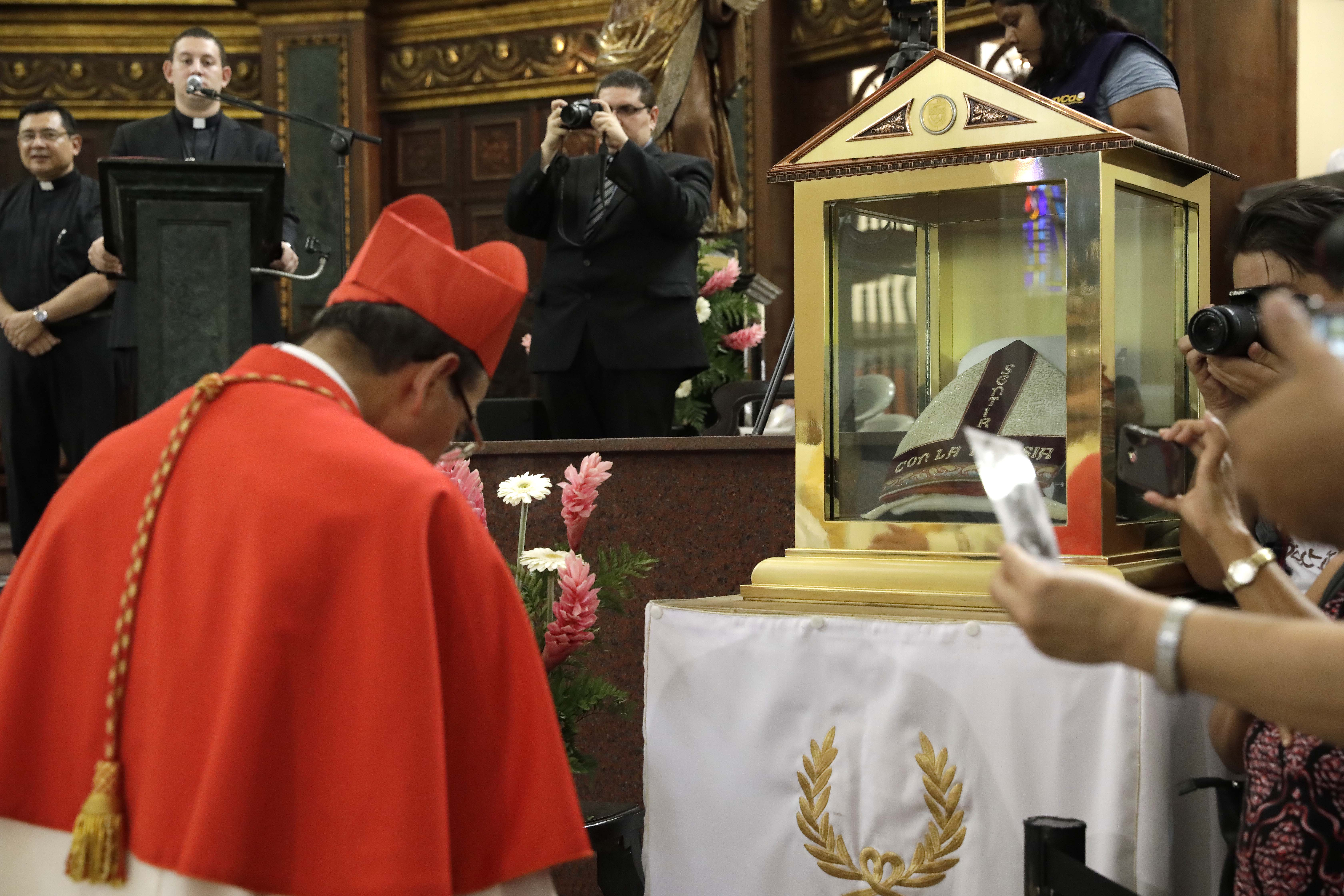
El cardenal Rosa Chávez orando ante una reliquia de Óscar Romero.

Rosa conoció a Óscar Romero alrededor de 1956 cuando Romero era sacerdote y el primero era seminarista. Trabajó para Romero tras la conclusión de sus estudios filosóficos durante unos doce meses y los dos se hicieron buenos amigos.
En una entrevista en 2010, Rosa Chávez dijo:

Yo nací en el 42. Y él se ordenó sacerdote en el 42.... En ese año él fue ordenado sacerdote, en Roma; y en el año 70, él fue ordenado obispo y yo fui ordenado sacerdote. Son dos fechas que están ligadas. La de mi nacimiento, ligada a la de su ordenación de sacerdote; la de su ordenación de obispo, a la mía como sacerdote.
Rosa Chávez

Fue uno de los principales impulsores de la causa de canonización de Óscar Romero; beatificado en mayo de 2015 y canonizado en octubre de 2018.